# Jamestown (Ohio)

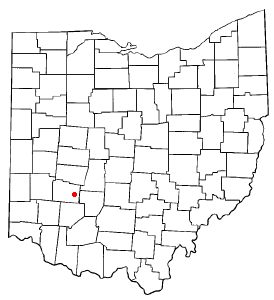
Jamestown na planie stanu Ohio

Jamestown – wieś w USA, w stanie Ohio, w hrabstwie Greene.
Według danych z 2000 roku wieś miała 1917 mieszkańców.